# Trader Classified Media
Trader Classified Media est une société d'édition de petites annonces fondée en 1987 au Canada.
Cette société a été dissoute le 16 décembre 2008.

## Données boursières
- Actions cotées à la bourse de Paris
- Membre de l'indice CAC Mid 100
- Code valeur ISIN = NL0000233187
- Valeur nominale = euro
- Actionnaires principaux : 1. MacBain Group	71,90 %
  - Wendel investissement 29 %